# 库蒙狸藻
库蒙狸藻（学名：Utricularia kumaonensis）为狸藻属一年生小型食虫植物。其种加词“kimberleyensis”意为“印度库马盎（Kumaon (कुमाऊं) division）的”。其分布于不丹、缅甸、中国云南、印度和尼泊尔。库蒙狸藻岩生、附生或陆生于长满苔藓的岩石或沼泽草原中，海拔分布范围为2250米至4200米。1859年，丹尼尔·奥利弗最先描述了库蒙狸藻。但彼得·泰勒认为迈克尔·帕克南·埃奇沃斯1847年描述的“Diurospermum album”实为库蒙狸藻。库蒙狸藻与多茎狸藻（U. multicaulis）非常相似。